# NGC 3356
NGC 3356 é uma galáxia espiral (Sbc) localizada na direcção da constelação de Leo. Possui uma declinação de +06° 45' 32" e uma ascensão recta de 10 horas, 44 minutos e 12,4 segundos.
A galáxia NGC 3356 foi descoberta em 17 de Abril de 1784 por William Herschel.